# Frank Biela
Frank Biela, född 2 augusti 1964 i Neuss i dåvarande Västtyskland, är en tysk racerförare. 
Bielas karriär som racerförare började i Karting-klassen 1983. Han fortsatte 1984-1985 i Formel Ford 1600 och sedan i det tyska Formel 2000-mästerskapet.
1987 började Biela tävla i det tyska standardvagnsmästerskapet, DTM, vilket han vann 1991., innan han 1993 körde i stor utsträckning i Frankrike och vann där det franska mästerskapet.
1996 flyttade Biela till Storbritannien och kunde där vinna det brittiska standardvagnsmästerskapet, BTCC.
1999 gjorde Biela sin debut i olika sportvagnsklasser och tävlade bland annat i Le Mans 24-timmarslopp. Biela vann Le Mans 24-timmars fem gånger, 2000, 2001, 2002, 2006 och 2007.